# 12"ers
12"ers es un álbum de remixes del cantante británico Phil Collins, se publicó inicialmente en 1985 sólo en Japón en formato de EP en vinilo y casete, esta edición inicial contaba con cuatro canciones extraídas del disco No Jacket Required. Luego fue editado en formato de CD a finales de 1987 y principios de 1988 con seis canciones. Todas las piezas fueron remezcladas por John 'Tokes' Potoker, excepto "One More Night" que fue remezclada por Hugh Padgham. Estos remixes fueron lanzados como sencillos de LP en formato de 12" en 1985, las cuales pertenecen al álbum No Jacket Required, las cuatro primeras canciones junto con las dos últimas forman parte de ese gran trabajo. El orden de las canciones varía según el formato, la edición japonesa en vinilo y casete incluyó una versión diferente de Take Me Home de 06:10 que es distinta a la que se grabó en la edición en CD de 1987.

## Lista de temas (edición en CD)
1. "Take Me Home" – 8:07
2. "Sussudio" – 6:35
3. Who Said I Would – 5:51
4. "Only You Know and I Know" – 6:56
5. "Don't Lose My Number" – 6:36
6. "One More Night" – 6:21

## Personal
- Phil Collins: Vocalista, Batería, Teclado
- Daryl Sturmer: Guitarra
- John Potoker: Tambor de arreglos, Coros